# トリムパークかなづ
トリムパークかなづは福井県あわら市にある総合運動公園である。
福井・坂井地域を利用対象にする総合公園で旧金津町の中央の山岳地帯の一角に位置する。JR芦原温泉駅から徒歩15分、車で5分程度のところにある。多目的体育館は坂井地区でも大規模なもので、ここで各種スポーツの大会や演劇、講演などもひらかれる。地元の中学校の部活の練習にも使われている。略称は「トリム」

## 基本方針
- 人と人とのふれあい
- 自然とのふれあい
- 健康増進

の3つを公園づくりの基本方針としている。

## スポーツ施設

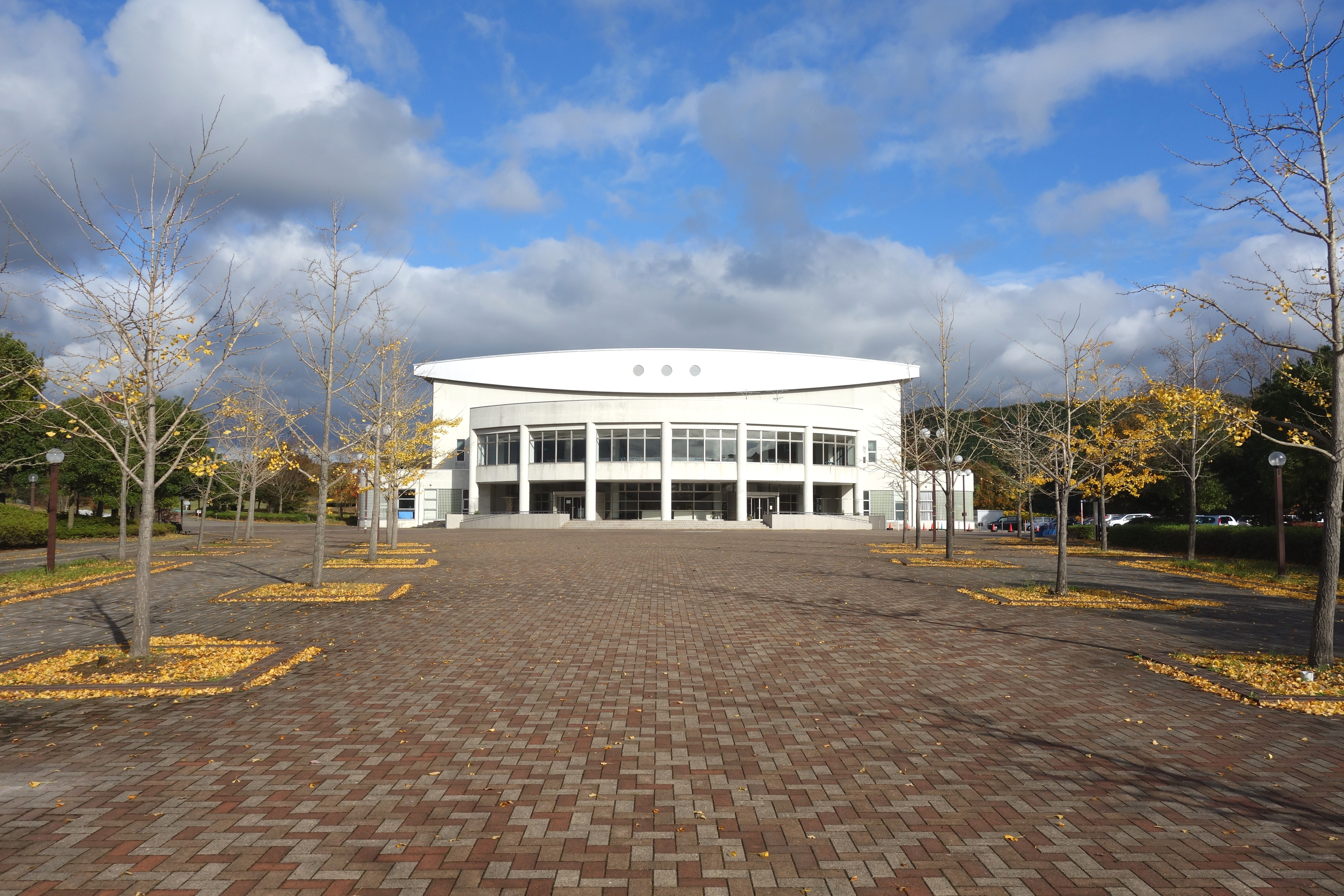
多目的体育館，管理事務所

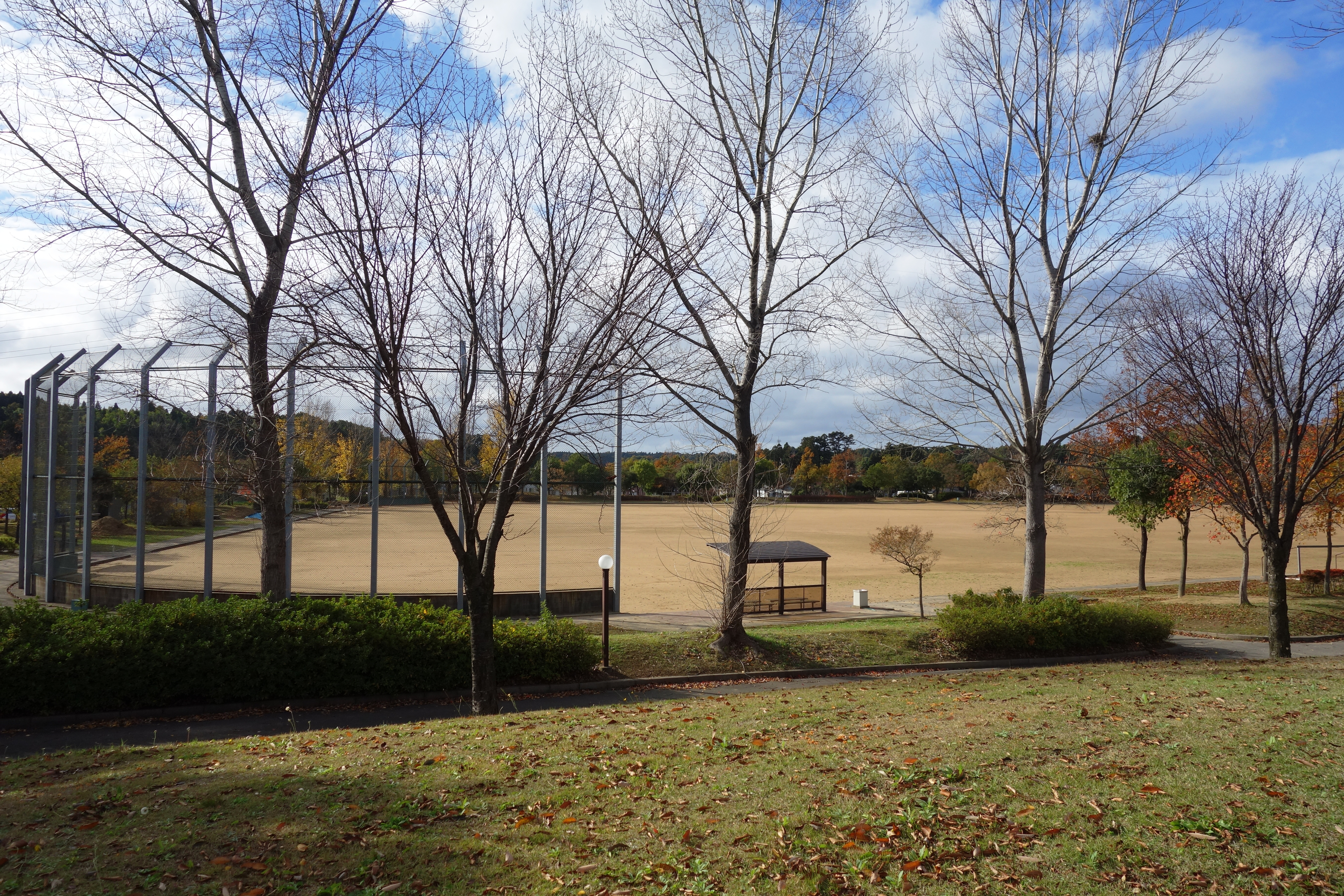
多目的グラウンド

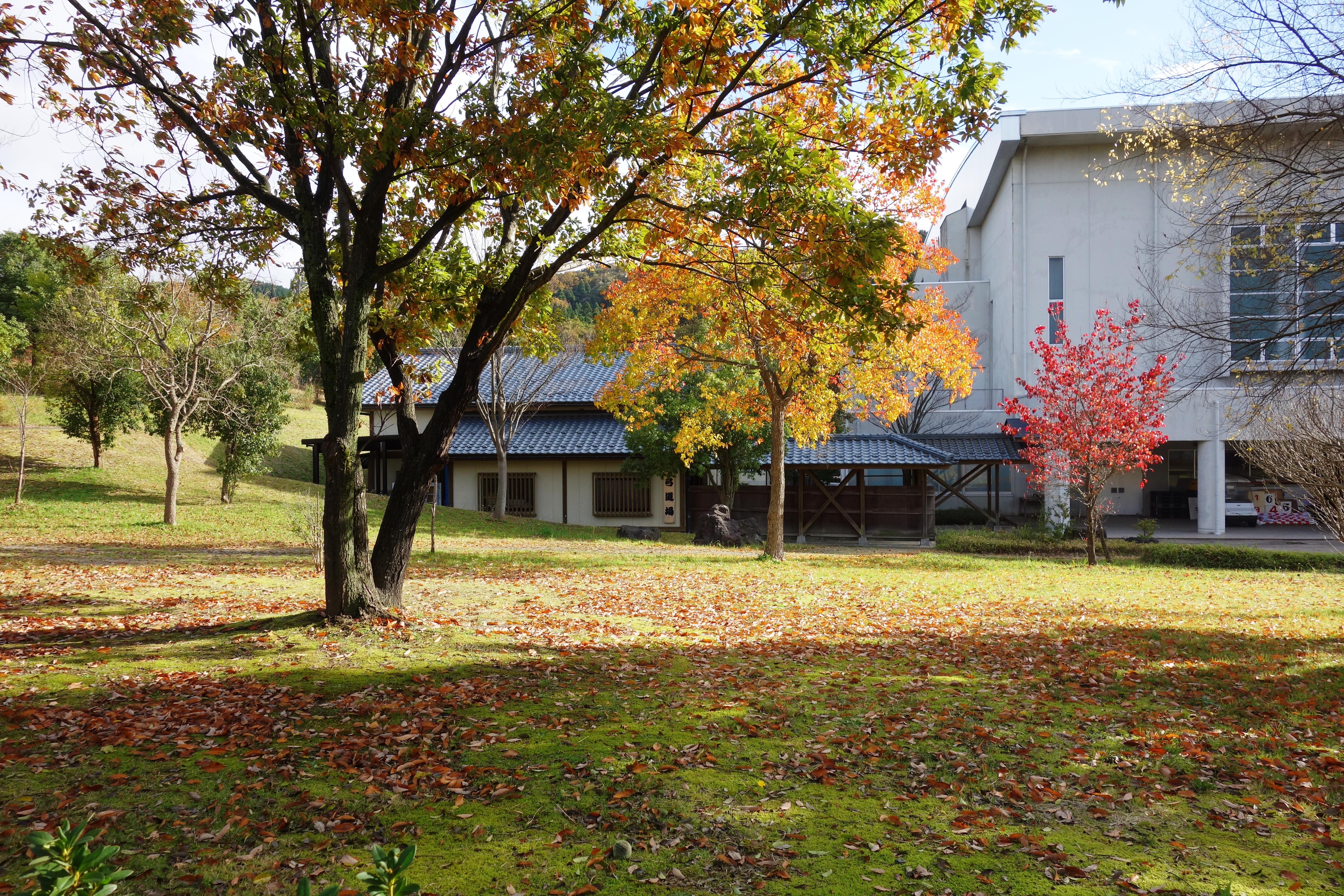
弓道場

- 多目的体育館
  - アリーナ 1,638平方メートル
    - バスケットボール 2面
    - ハンドボール 1面
    - バレーボール 3面
    - バドミントン 6面
    - 2階ギャラリー (観覧席)

  - 管理事務所
  - トレーニング室
  - 会議室 2室
  - 研究室
- 多目的グラウンド
  - 野球 1面
  - ソフトボール 4面
  - サッカー 2面
- その他
  - テニスコート 8面
  - 弓道場
  - ゲートボール場

## 遊具広場

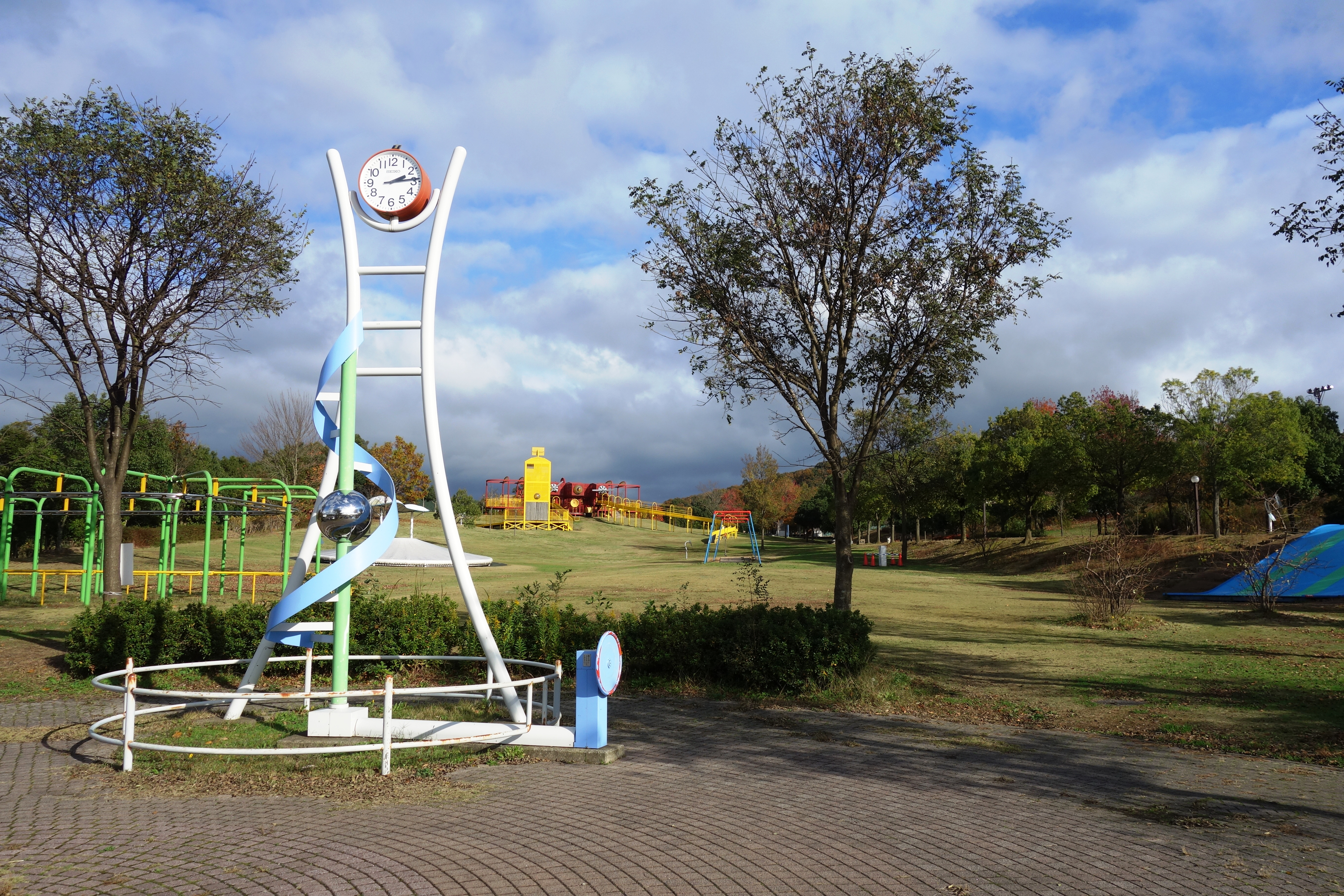
遊具広場

遊具広場には、公衆トイレや自動販売機などが設置され、遊具は大人でも楽しめるような大型な遊具が設置されており休日は多くの子供連れでにぎわう。
大型すべり台や飛行機型スライダー、トランポリン、ブランコ、芝生広場、砂場、ステージ、ターザンロープなどが設置されている。　　

## アクセス
- 車 : 国道8号（福井バイパス）の北野交差点から西方向に入り、福井県道123号芦原温泉停車場北野線を5kmほど進み、福井県道258号トリムパークかなづ線を右に入る。1kmほどすると、到着する。途中に案内看板が設置されている。
- 鉄道 : 芦原温泉駅がもっとも近い駅である。駅東口から徒歩15分。

## 近隣施設
- YONETSU-KANささおか（5km）
- 北陸新幹線・ハピラインふくい線 芦原温泉駅（2km）
- ローソン金津菅野店（1km弱）
- 金津創作の森
- 福井県農業協同組合あわら総合物流センター
- 福井坂井地区広域市町村圏事務組合清掃センター

## その他
トリムパークかなづの奥側へ進むと、林や木々が立ち並びんでおり、そこに散策路や散歩道が整備されている。ペットは持ち込みは禁止されているが、奥側の山丘散策路のみ持ち込みが可能となっている。ほかにも、日本庭園がありそこの池には鯉などが泳いでいる。さらに進むと、森の学校、芝生などがありビオトープ園には、メダカやおたまじゃくしなどの稚魚がいる。また、植物園には綺麗な花が咲いており、風流が感じられる。

## 駐車場
第1駐車場〜第3駐車場がありすべて無料。大型バス専用や障害者専用スペースも確保されている。第1・2駐車場は体育館側にあり、第3駐車場は遊具広場側にある。